# Rhynchina pallidinota
Rhynchina pallidinota är en fjärilsart som beskrevs av George Francis Hampson 1907. Rhynchina pallidinota ingår i släktet Rhynchina och familjen nattflyn. Inga underarter finns listade.